# 張廷杰
張廷杰（？—？），字毓靈，號偉人，贵州遵義人，清朝官員，同進士出身。
道光十八年（1838年）戊戌科進士，三甲九十八名，张廷杰曾于1849年接替练廷璜任松江府知府一职，1849年由朱钧接任，官江西知縣。